# Punk the Capital
Punk the Capital ist ein Dokumentarfilm der Filmemacher James June Schneider und Paul Bishow, der 2019 in den USA Premiere hatte. Er beschäftigt sich mit der Punk- und Hardcore-Szene Washingtons ab Mitte der 1970er bis Mitte der 1980er Jahre. Dabei kommen zahlreiche Zeitzeugen und Protagonisten wie Henry Rollins, Ian MacKaye, Paul D. Hudson, Cynthia Conolly, Kim Kane, Martha Hull, Ian Svenonius und Jello Biafra zu Wort. Eine Besonderheit des Films ist die große Menge an zeitgenössischen Super-8-Aufnahmen von Band-Auftritten.

## Handlung

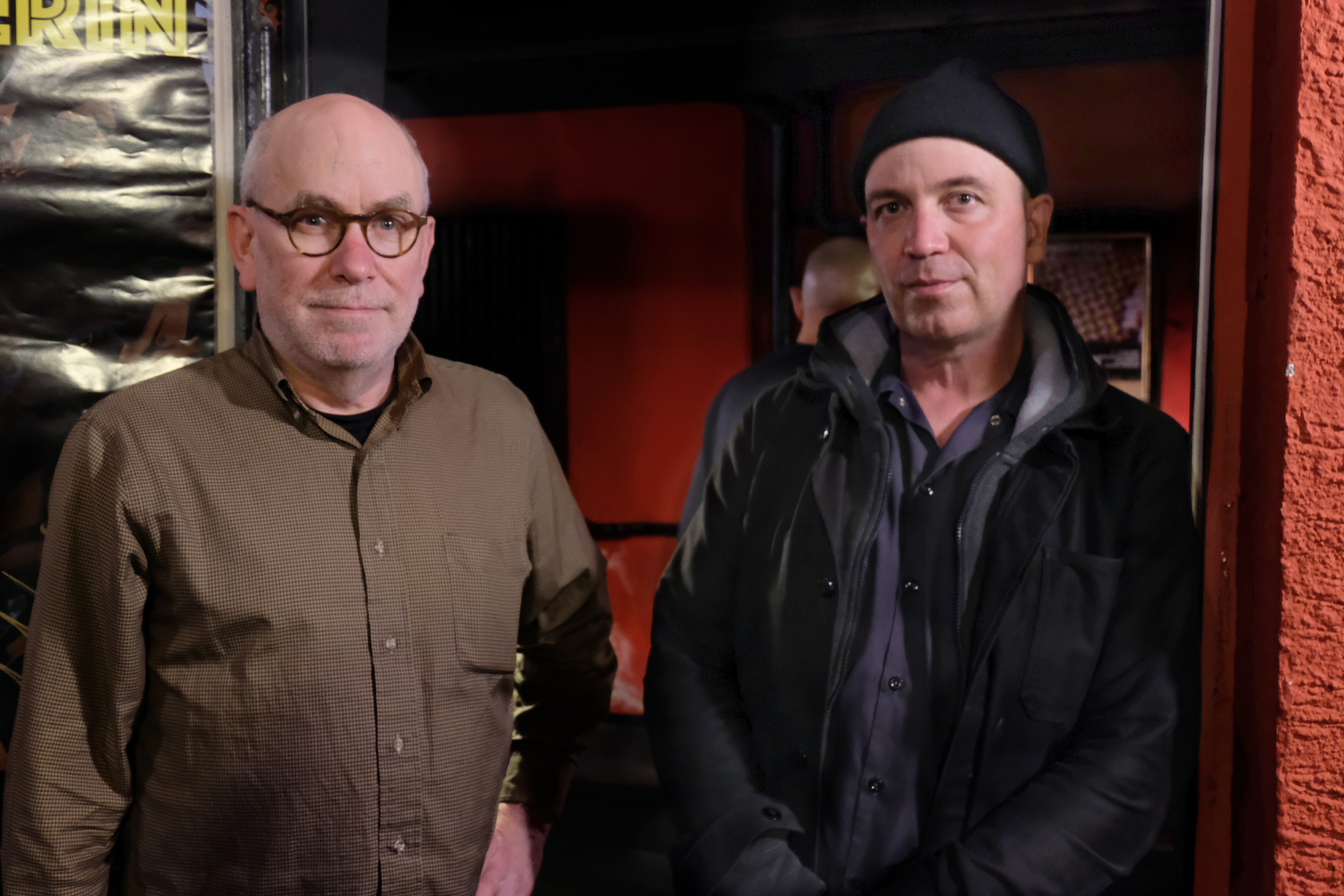
Protagonist Jeff Nelson und Regisseur James June Schneider bei einer Vorstellung des Films im Münchner Werkstattkino (2022)

Punk the Capital setzt im Jahr 1976 ein, als Bands wie die Slickee Boys, Nurses oder das eigenwillige Vater-Sohn-Projekt White Boy anfingen, trotz mangelnder Auftrittsmöglichkeiten eine Punk-Szene in Washington D.C. zu etablieren. Sie kopierten The Clash oder ließen sich von Suicide und Pere Ubu inspirieren. Eine der wenigen Auftrittsmöglichkeiten in der Region stellte die Heavy-Metal-Kneipe „The Keg“ dar.
Washington wurde damals musikalisch allenfalls mit Bluegrass oder Go-Go – einer Unterart des Funk mit afro-lateinamerikanischen Rhythmen und einem Conga-Beat – in Verbindung gebracht.
Ende der 1970er entdeckten die Bad Brains den Punkrock. Die Band, die von Napoleon Hills „Positive Mental Attitude“ inspiriert war, hatte sich musikalisch bis dahin eher der Jazz Fusion gewidmet. Wie sich Bad Brain Darryl Jenifer im Film erinnert, hörten sie Bands wie die Sex Pistols, Dead Boys oder The Damned und beschlossen, besser und schneller zu sein. Mit Jenifers Worten: „Wenn die Ramones meinen, sie spielen schnell, sollen sie uns mal sehen.“ Und Henry Rollins, Ex-Frontmann von Black Flag und dem Washingtoner Quintett S.O.A. erklärt im Film: „Sie haben vor unseren Augen das Rad neu erfunden.“
Zwischen 1979 und 1980 bot die ehemalige Galerie „Madam’s Organ“ im Stadtteil Adams Morgan der aus Punks, Hippies und Yippies bestehenden alternativen Washingtoner Szene eine Möglichkeit zu proben, aufzutreten und zu experimentieren. Auch diese Zeit wird im Film mit zeitgenössischem Super-8-Filmmaterial von Paul Bishow dokumentiert. Musikbegeisterte aus dem Madam’s Organ-Umfeld versuchten u. a., Konzerte mit weißen Punk- und afroamerikanischen Go-Go-Bands zu veranstalten. Dieses Experiment scheiterte an den diametral entgegengesetzten Geschmäckern und Gepflogenheiten der Fans.
Nachdem die Bad Brains aus Karrieregründen nach New York gezogen waren, wurden die High-School-Kameraden Jeff Nelson und Ian MacKaye mit ihrer Band Minor Threat zu Aushängeschildern der Washingtoner Punkrock-Szene. Beide hatten bereits mit ihrer Vorgängerband The Teen Idles erste Erfolge in Washington gefeiert, die Band aber bald danach aufgelöst. 1980 gründeten sie das Musiklabel Dischord Records, mit dem sie künftig den Washington-Sound prägten und dokumentierten. Im Film kommt hier wieder Henry Rollins zu Wort, der laut eigener Aussage nach einem Konzert von Minor Threat überzeugt war, die Beatles der Washingtoner Punkrock-Szene vor sich zu haben. Während die Beatles 1964 bei einem Auftritt im Washingtoner Coliseum jedoch noch zwölf Songs in einer Stunde vortrugen, spielten Minor Threat 17 Jahre später im selben Saal zwölf Songs in 13 Minuten.
Als Reaktion auf die selbstzerstörerischen Tendenzen der Punks und Hippies, die der Minor Threat-Frontmann Ian MacKaye u. a. im „Madams Organ“ mitbekommen hatte, initiierte er die Straight-Edge-Bewegung. U.a. mit Songs wie „Straight Edge“ und „Out Of Step“ propagierten Minor Threat ein Leben ohne Alkohol- und Drogenmissbrauch sowie den Verzicht auf sexuelle Abenteuer. Der Film macht aber auch deutlich, wie in dieser Zeit die einst kleine, bunte und übersichtliche Washingtoner Szene durch die männlich dominierte, vorwiegend weiße Hardcore-Szene verdrängt wurde, an deren Rändern sich bald auch White Supremacists wohlfühlten und die bisweilen misogyne Tendenzen zeigte.
Einige Bands distanzierten sich ab Mitte der 1980er Jahre von den repressiven Tendenzen der Hardcore-Bewegung. Nach nur drei Jahren lösten sich Minor Threat ungefähr zur gleichen Zeit wie einige andere Bands des Dischord-Labels auf. Die Musiker formierten sich nun neu in Post-Hardcore-Bands wie Rites of Spring, Dag Nasty, MacKaye Embrace und Fugazi. Laut Minor Threat-Drummer und Dischord-Mitbetreiber Jeff Nelson zeichnete sich Post-Hardcore durch melodischere Songs, politischere Texte und mehr musikalischen Wagemut aus.

## Produktion
Die Filmemacher begannen bereits ab Ende der 1990er Jahre mit den Vorbereitungen zu Punk the Capital. 2014 sammelten sie  in einer Crowdfunding-Kampagne 50.121 US-Dollar ein, um den Film endlich zu verwirklichen.
Regisseur Paul Bishow, der mittlerweile als Filmvorführer in den IMAX-Kinos der Smithsonian Institution arbeitet, filmte in den 1970er und 1980er Jahren viele historische Band-Auftritte mit einer Eumig-Kamera auf Super-8. Dieses Material bildet die Basis des Films.
Die Fülle des von den Filmemachern zusammengetragenen Materials war zu umfangreich für einen Film in üblicher Länge. Eine frühe Schnittfassung hatte noch sieben Stunden. Das Material, das es nicht in die finale Filmfassung schaffte, wird nun im Punk-Archiv der DC Public Library aufbewahrt.
Vor und nach der Corona-Pandemie tourten die Filmemacher mit Punk the Capital weltweit durch eine Reihe von Kinos, was einer Konzerttournee ähneln soll.

## Rezeption
Auf Rotten Tomatoes hat der Film Mitte 2022 eine positive Bewertung von 100 Prozent, basierend auf 10 Kritiken und einer Durchschnittswertung von 8,2/10.
Laut Deutschlandfunk Kultur handelt es sich bei Punk the Capital eindeutig um einen Fan-Film, der konventionell gemacht sei. Interessant werde der Film durch das viele verwendete Archivmaterial und dadurch, dass die erstaunliche Vernetzung einer Szene vor der Existenz der Sozialen Medien gezeigt werde. Außerdem würden Straight Edge und Hardcore als Vorläufer der heutigen Selbstoptimierungstendenzen gezeigt. „Do it yourself“ und die Betonung der Notwendigkeit von Selbstdisziplin und eines positiven Bewusstseins dienten jedoch damals vor allem der Selbstermächtigung.
In einer Rezension des kanadischen Musikmagazins Exclaim! wird ebenfalls die Menge an bisher unbekannten Konzertmitschnitten hervorgehoben, speziell ein komplettes Set der Rites of Spring im Abspann des Films. Der Film sei durchweg unterhaltsam und eine erfrischende Sicht auf die vielschichtige Szene des D.C. Hardcore.